# Cao Shuo
Cao Shuo, né le 8 octobre 1991 dans le Hebei, est un athlète chinois, spécialiste du triple saut.

## Biographie
Son record est de 17,35 m, établi à Zhaoqing, en avril 2012, tandis que son record en salle est de 17,01 m.
Le 7 juillet 2013, il remporte le titre de champion d'Asie à Pune.
Le 18 mai 2016, Shuo se classe 2e du World Challenge Beijing avec 16,98 m, derrière son compatriote Dong Bin (17,24 m WL). Il saute 17,22 m le 3 septembre 2017 pour remporter le bronze des Jeux nationaux de Chine.

## Palmarès
| Date | Compétition                    | Lieu           | Résultat | Marque  |
| ---- | ------------------------------ | -------------- | -------- | ------- |
| 2010 | Championnats d'Asie juniors    | Hanoï          | 1er      | 16,84 m |
| 2010 | Jeux asiatiques                | Canton         | 3e       | 16,84 m |
| 2012 | Championnats d'Asie en salle   | Hangzhou       | 2e       | 17,01 m |
| 2014 | Championnats du monde en salle | Sopot          | 6e       | 16,55 m |
| 2014 | Coupe continentale             | Marrakech      | 5e       | 16,83 m |
| 2014 | Jeux asiatiques                | Incheon        | 1er      | 17,30 m |
| 2015 | Championnats d'Asie            | Wuhan          | 2e       | 16,77 m |
| 2015 | DécaNation                     | Paris          | 4e       | 16,21 m |
| 2016 | Jeux olympiques                | Rio de Janeiro | 4e       | 17,13 m |
| 2018 | Jeux asiatiques                | Jakarta        | 3e       | 16,56 m |

## Records
| Épreuve     | Marque  | Lieu     | Date          |
| ----------- | ------- | -------- | ------------- |
| Triple saut | 17,35 m | Zhaoqing | 14 avril 2012 |